# 亞蒙區
6°04′59″S 78°28′59″W / 6.08306°S 78.48306°W
亞蒙區（西班牙語：Distrito de Yamón），是秘魯的一個區，位於該國北部亞馬遜大區的烏特庫班巴省，始建於1861年2月5日，面積57.6平方公里，海拔高度1,022米，2005年人口3,391，人口密度每平方公里59人。